# Скугсширкогорден
Скугсширкогорден (на шведски: Skogskyrkogården) е гробище, разположено в южната част на Стокхолм, Швеция.
Архитектурата се развива от романтизъм до късен функционализъм. Гробището е включено в списъка на световното културно и природно наследство на ЮНЕСКО през 1994 г. Със своите около 90 000 гроба Скугсширкогорден е най-голямото гробище в Швеция. Намира се в Старо Енхуеде (Gamla Enskede) – южен квартал на Стокхолм, на площ от около 100 хектара.
Изгражда се в резултат на международно съревнование през 1915 г. за създаване на нов дизайн на гробище в южната част на града. За осъществяването на проекта са избрани архитектите Гунар Асплунд и Сигурд Леверенц. Работата по строежа започва през 1917 г., на мястото на стара кариера за чакъл, обрасла с борови дървета, и завършва 3 години по-късно. Архитектурното решение включва крематориум и няколко параклиса, разположени сред естествена борова гора.

## Известни погребани
- Гунар Асплунд (1885-1940) – архитект
- Грета Гарбо (1905-1990) – актриса
- Ивар Ло-Юхансон (1901-1990) – писател
- Оскар Лунд (1885-1963) – филмов актьор, режисьор
- Пер Ингве Олин (1969-1991) – блек метъл певец